# Bacillus anthracis
Bakterien Bacillus anthracis er en gram positiv sporedannende aerob stav, som i mennesker er årsagen til miltbrand. Bacillus anthracis danner ligesom Bordetella pertussis det dødelige anthrax toksin. Derfor er Bacillus anthracis det ældste og mest anvendte biologiske våben, brugt i Anden verdenskrig mellem Japan og Kina.
Bacillus anthracis blev også brugt i brevforsendelser i USA I 2001, se Miltbrandangrebet i USA 2001. Disse terrorangreb kostede fem amerikanere livet, mens 17 blev alvorligt syge.
I Danmark er der et beredskab mod terrorangreb med Bacillus anthracis.

## Anthrax toksin
Anthrax toksin er et exotoksin af formlen A2B og består af et kompleks af tre proteiner, to enzymer, EF (forkortelse for edema factor) og LF (forkortelse for lethal factor) og en cellebindende komponent PA (forkortelse for protective antigen), se billedet. Ved infektion danner syv PA-enheder en pore i cellemembranen og via endosomer internaliseres EF og LF, der begge forstyrrer den normale biokemiske ligevægt i cellen bl.a. signaltransduktionen førende til apoptose (celledød), se en:Anthrax toxin.
Et monoklonalt antistof mod PA er udviklet som et lægemiddel til bekæmpelse af miltbrand.